# Castra Martis Hill
Castra Martis Hill är en kulle i Antarktis. Den ligger i Sydshetlandsöarna. Argentina, Chile och Storbritannien gör anspråk på området. Toppen på Castra Martis Hill är 453 meter över havet.
Terrängen runt Castra Martis Hill är huvudsakligen kuperad. Trakten är glest befolkad. Närmaste befolkade plats är St. Kliment Ohridski Base, 10,6 kilometer sydväst om Castra Martis Hill. 